# إدريس المحيرصي
إدريس المحيرصي (21 فبراير 1994 بتونس في تونس - ) هو لاعب كرة قدم تونسي في مركز مهاجم ‏. شارك مع منتخب تونس لكرة القدم. أما مع النوادي، فقد لعب مع الترجي الرياضي التونسي ولعب مع نادي النجم الأحمر الفرنسي بين عامي 2016-2019.

## روابط خارجية
- إدريس المحيرصي على موقع قاعدة بيانات كرة القدم.إي يو (الإنجليزية)
- إدريس المحيرصي على موقع ناشيونال فوتبول تيمز (الإنجليزية)
- إدريس المحيرصي على موقع Soccerway.com (الإنجليزية)